# Make It Soul
Pour plus de détails, voir Fiche technique et Distribution.
Make It Soul est un court métrage d'animation français de Jean-Charles Mbotti Malolo, sorti en 2018.

## Synopsis
Chicago pendant l'hiver 1965 : Solomon Burke arrive au Regal Theatre avec deux heures de retard, où il est censé jouer en tête d'affiche. Au cours de la soirée, James Brown doit aussi se produire. Les deux musiciens se rencontrent dans le vestiaire de James Brown et James soutient Solomon dans son plan d'apparaître comme le King of Rock'n'Soul avec une couronne et une cape. James déclare que les musiciens de James Brown sont déjà installés sur la scène, bien que Solomon soit censé apparaître en premier : en raison du retard de Solomon, il a fallu se mettre d'accord avec les musiciens ; de plus les musiciens de James veulent absolument être sur scène avec Solomon. James donne à Solomon le contrat d'artiste pour la soirée et il le range non lu. 
Au lieu de Solomon, l'annonceur présente James Brown peu de temps après, qui à son tour déclare sur scène que Solomon n'apparaîtra malheureusement pas parce qu'il a été détrôné de son titre de King of Soul. James Brown commence son show tandis que Solomon se retire frustré et démolit la garde-robe de James. Une des membres du personnel apparaît et le réprimande : il a joué le rôle qui lui était destiné ce soir-là. James Brown est comme un magicien de la musique, Solomon doit le reconnaître et finalement James a seulement prouvé que chaque homme noir mérite sa place dans le monde. Solomon se rend compte que James sera celui qui commencera la révolution et que personne ne devrait se mettre sur son chemin. 

## Fiche technique
- Titre : Make It Soul
- Réalisation : Jean-Charles Mbotti Malolo
- Scénario : Nicolas Pleskof, Amaury Ovise, Jean-Charles Mbotti Malolo
- Création graphique : Simon Roussin
- Animation : Susanne Seidel, Éva  Lusbaronian, Valentin Stoll
- Montage son : Mathieu Tiger
- Casting : Douglas Rand
- Mixage : Samuel Aïchoun
- Producteur : Amaury Ovise

## Production
Make It Soul est le troisième court métrage réalisé par Jean-Charles Mbotti Malolo en tant que réalisateur. L'idée du film vient du producteur Amaury Ovise, qui a lu l'anecdote entre James Brown et Solomon Burke racontée dans le film, dans le livre Sweet Soul Music de Peter Guralnick (2012) . Le scénario est écrit par Nicolas Pleskof, Jean-Charles Mbotti Malolo et Amaury Ovise. 
Le film est un mélange de dessins au feutre de Simon Roussin et de techniques d'animation numérique. 
Différentes chansons peuvent être entendues dans le film : 
- James Brown : People Get Up And Drive Your Funky Soul
- Dominic Glover, Gary Crochett, Jay Glover : Uptown Strut
- Marvin Gaye : Abraham, Martin & John
- Bernard Hernandez Sanchez : Soul Nights
- Guy Barker, Kurt Elling : That's All Folks 2
- Lee Fields : Funky Screw
- Lee Fields : You Been Cutting Out (On Me)

Le film est dédié à la chanteuse soul américaine Sharon Jones (1956-2016). 
Make It Soul est présenté le 14 juin 2018 au Festival international du film d'animation d'Annecy puis au Festival international du film court de LA et au Festival international du court métrage de Clermont-Ferrand. Arte diffuse le film dans le cadre de l'émission Court-circuit le 18 novembre 2018 pour la première fois.

## Récompenses
Make It Soul est nommé en 2020 pour un César dans la catégorie meilleur court métrage d'animation.